# Paranthura infundibulata
Paranthura infundibulata är en kräftdjursart som beskrevs av Richardson 1902. Paranthura infundibulata ingår i släktet Paranthura och familjen Paranthuridae.
Artens utbredningsområde är Mexikanska golfen. Inga underarter finns listade i Catalogue of Life.